# 主工人的性格
《主工人的性格》是倪柝声在1948年举办的鼓岭训练课程之一，随后由上海福音书房正式出版。该书论述为耶穌基督作工之人应该具备的性格，内容包括：会听别人的话、觉得人可爱、有受苦的心志、‘攻克己身，叫身服我’、殷勤不懒惰、话语受约束、性情坚固、不主观、对于钱财的态度等。
这本书在地方教会以外的基督教宗派里亦引起相当的重视，例如改革宗神学院的《新約聖經的領袖風範》课程中，将此书列为指定閱讀材料和評析对象。